# Tenodera aridifolia
Tenodera aridifolia är en bönsyrseart som beskrevs av Stoll 1813. Tenodera aridifolia ingår i släktet Tenodera och familjen Mantidae.

## Underarter
Arten delas in i följande underarter:
- T. a. brevicollis
- T. a. angustipennis
- T. a. aridifolia
- T. a. sinensis

## Bildgalleri

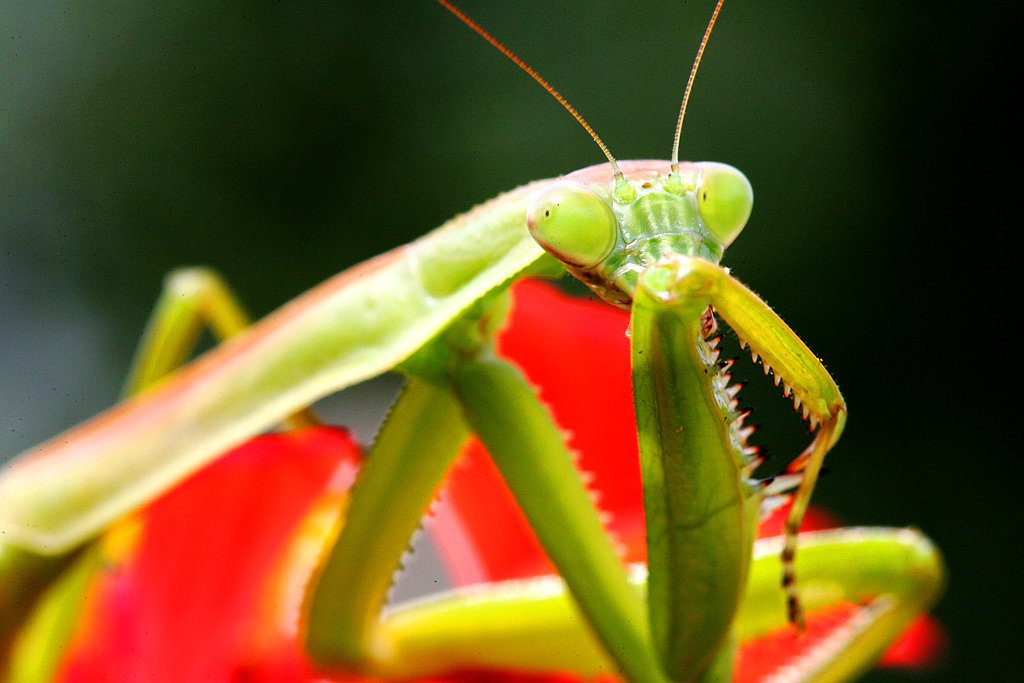
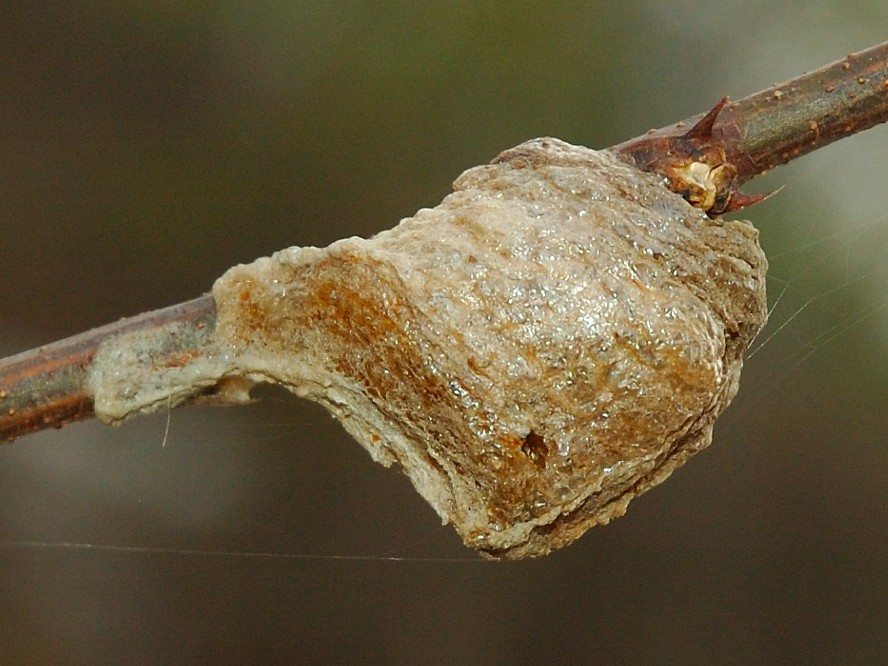
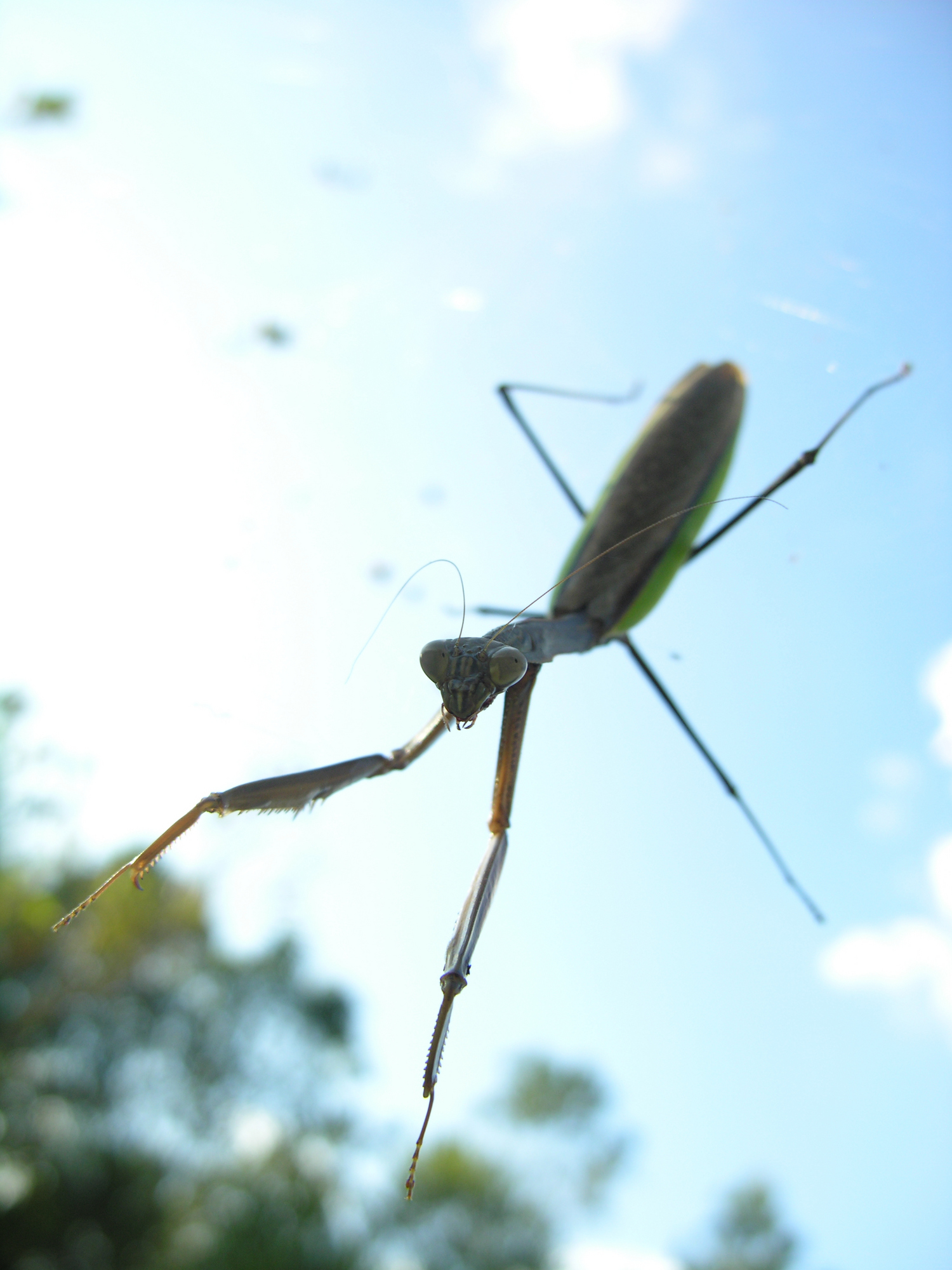
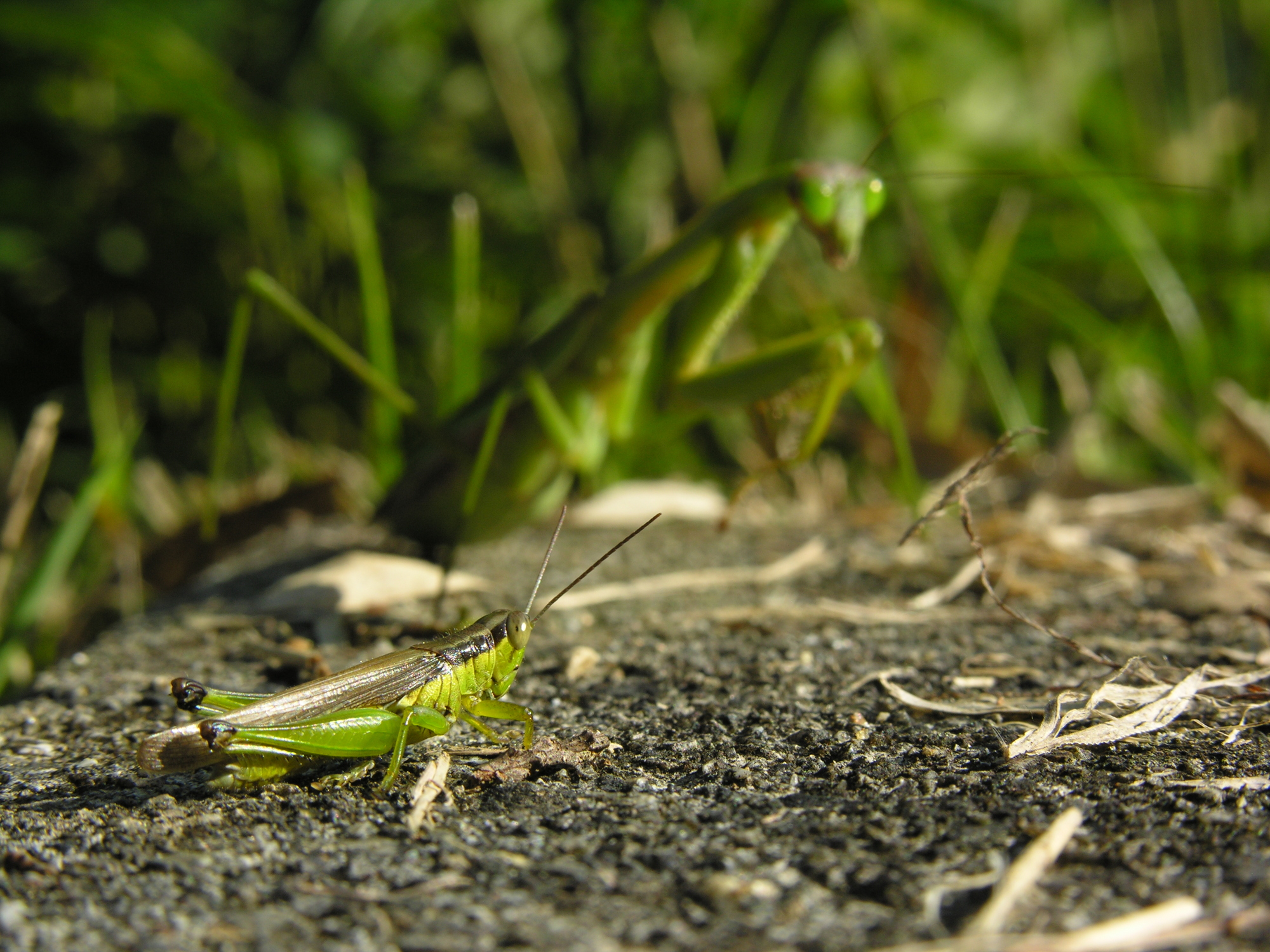
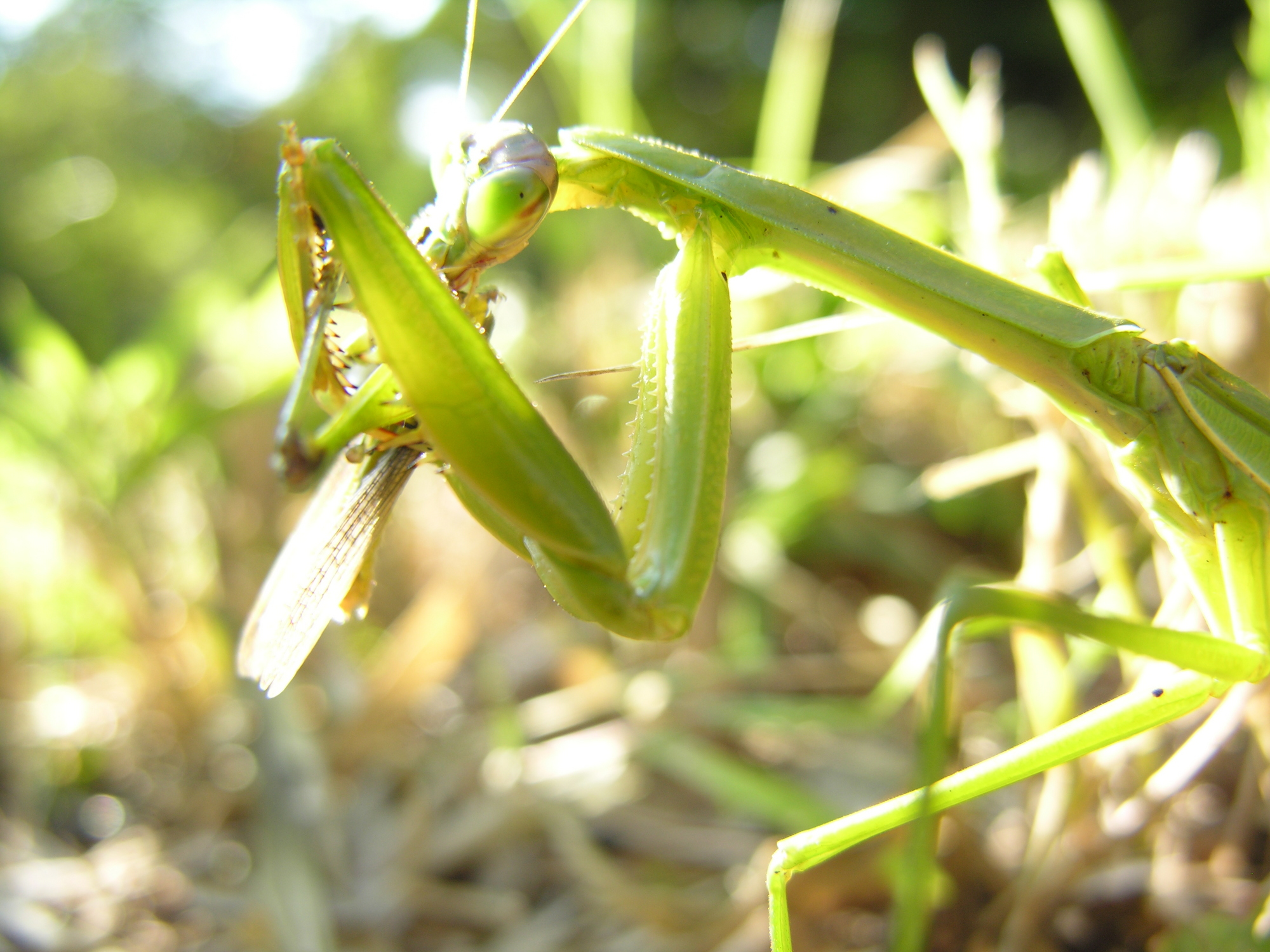
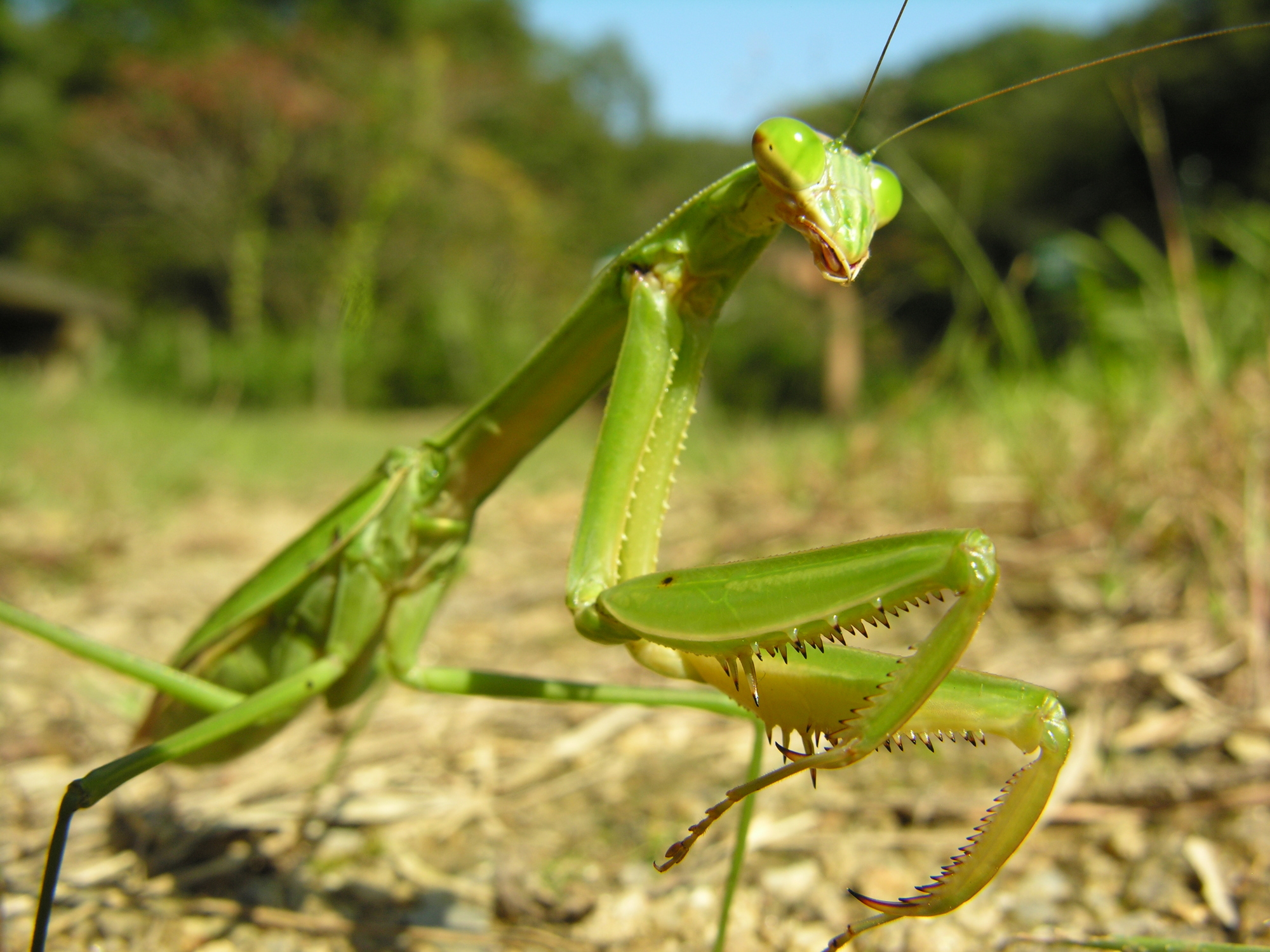